# Deutsche Feldhandball-Meisterschaft 1929/30
Die Deutsche Feldhandball-Meisterschaft 1929/30 war die zehnte deutsche Feldhandball-Meisterschaft der Männer. Erneut gab es mit den Meisterschaften der Deutschen Sportbehörde für Leichtathletik (DSB), der Deutschen Turnerschaft (DT) und des Arbeiter-Turn- und Sportbundes (ATSB) verschiedene Sportverbände, die einen Deutschen Feldhandballmeister ermittelten.
Seriensieger Polizei SV Berlin sicherte sich, wenn auch knapp durch einen Sieg in der zweiten Verlängerung gegen die Sportfreunde Siegen, erneut die Meisterschaft der DSB. Bei der Feldhandballmeisterschaft der Deutschen Turnerschaft setzte sich mit dem TV Friesenheim Ludwigshafen ebenfalls der Titelverteidiger durch. Mit der WAT Ottakring gewann erneut ein österreichischer Vertreter die Meisterschaft des ATSB. Ein Gesamtdeutschen Endspiel zwischen den Siegern der einzelnen Verbände fand noch nicht statt, dies folgte erst ab kommender Spielzeit.

## Meisterschaft der DSB

### Modus DSB
Erneut wurden die Teilnehmer in den sieben von den Regionalverbänden ausgespielten Regionalmeisterschaften ermittelt. Die regionalen Meister und, außer aus den Verbänden BSV und SOLV, Vizemeister waren für die Endrunde um die Deutsche Feldhandballmeisterschaft qualifiziert, welche im K.-o.-System ausgetragen wurden.
Folgende Vereine qualifizierten sich für die diesjährige Feldhandballmeisterschaft des DSL:
| Verein                 | Qualifiziert als                     |
| ---------------------- | ------------------------------------ |
| SV Schupo Danzig       | Baltischer Meister (BSV)             |
| SV Polizei Hamburg     | Norddeutscher Meister (NSV)          |
| Polizei SV Hannover    | Norddeutscher Vizemeister (NSV)      |
| Sportfreunde Siegen    | Westdeutscher Meister (WSV)          |
| Alemannia Aachen       | Westdeutscher Vizemeister (WSV)      |
| Polizei SV Berlin      | Brandenburgischer Meister (VBAV)     |
| Deutscher HC Berlin    | Brandenburgischer Vizemeister (VBAV) |
| Polizei SV Dessau      | Mitteldeutscher Meister (VMBV)       |
| Polizei SV Leipzig     | Mitteldeutscher Vizemeister (VMBV)   |
| MSV Borussia Carlowitz | Südostdeutscher Meister (SOLV)       |
| SV Darmstadt 98        | Süddeutscher Meister (SFuLV)         |
| SpVgg Fürth            | Süddeutscher Vizemeister (SFuLV)     |

### DSB-Vorrunde
| Datum          |                        | Ergebnis | !Ort                            |
| -------------- | ---------------------- | -------- | ------------------------------- |
| 27. April 1930 | SV Schupo Danzig       | 05:12    | Polizei SV Berlin \|\|Danzig    |
| 27. April 1930 | MSV Borussia Carlowitz | 10:40    | Deutscher HC Berlin \|\|Breslau |
| 27. April 1930 | Sportfreunde Siegen    | 08:20    | Polizei SV Hannover \|\|Siegen  |
| 27. April 1930 | Alemannia Aachen       | 11:6+ a  | SV Darmstadt 98 \|\|Darmstadt   |
| 27. April 1930 | Polizei SV Dessau      | 08:90    | SV Polizei Hamburg \|\|Dessau   |
| 27. April 1930 | SpVgg Fürth            | 09:80    | Polizei SV Leipzig \|\|Fürth    |

### DSB-Zwischenrunde
| Datum        |                     | Ergebnis | !Ort                              |
| ------------ | ------------------- | -------- | --------------------------------- |
| 11. Mai 1930 | Polizei SV Berlin   | 07:60    | MSV Borussia Carlowitz \|\|Berlin |
| 11. Mai 1930 | Sportfreunde Siegen | 07:40    | SpVgg Fürth \|\|Hagen             |
| 11. Mai 1930 | SV Darmstadt 98     | 05:30    | SV Polizei Hamburg \|\|Darmstadt  |

### DSB-Halbfinale
| Datum                                  |                   | Ergebnis | !Ort                        |
| -------------------------------------- | ----------------- | -------- | --------------------------- |
| 25. Mai 1930                           | Polizei SV Berlin | 10:50    | SV Darmstadt 98 \|\|Leipzig |
| Sportfreunde Siegen hatte ein Freilos. |                   |          |                             |

### DSB-Finale
| Polizei SV Berlin | Polizei SV Berlin | Sportfreunde Siegen | Sportfreunde Siegen |
| | 15. Juni 1930 in Hagen (Kampfbahn Höing) Ergebnis: 11:10 n.V.V. (10:10, 8:8, 3:4) Zuschauer: 15.000 Schiedsrichter: Vogel (Hamburg)                              |                     |                     |
| Scholz – Gerloff, Krohn, Köbke, Kirchhoff, Adebahr, Nüske, Regehl, Wolff, Haferkorn, Bartel                                                | Alfred Fries – Werner Biehl, Walter Plessow, Robert Heinz, Alfred Nöh, Emil Müller, Rudolf Hubert, Horst Bretthauer, Theodor Petri, Heinz Klein, Paul Zimmermann |                     |                     |
| 1:0 Regehl 2:2 Kirchhoff 3:3 Regehl 4:6 Haferkorn 5:7 n. b. 6:7 Haferkorn 7:7 Bartel 8:8 Regehl 9:9 Adebahr 10:10 Wolff 11:10 Adebahr (FW) | 1:1 Hubert 1:2 Hubert 2:3 Hubert 3:4 Bretthauer 3:5 Nöh 3:6 Nöh 4:7 Bretthauer 7:8 Bretthauer 8:9 Bretthauer 9:10 Klein                                          |                     |                     |

## Meisterschaft der Deutschen Turnerschaft

### Modus DT
Die Qualifikation zu Deutschen Feldhandballmeisterschaft der Deutschen Turnerschaft erfolgte über regionale Kreisgruppen. Folgende Vereine qualifizierten sich für die diesjährige Feldhandballmeisterschaft der DT:
| Verein                | Qualifiziert als                                                                                             |
| --------------------- | --- |
| Königsberger MTV 1842 | Sieger DT-Kreis I (Ostpreußen und Danzig)                                                                    |
| TV Vorwärts Breslau   | Sieger DT-Kreis II (Schlesien)                                                                               |
| TSV Spandau 1860      | Sieger Kreisgruppenfinale DT-Kreis IIIa (Pommern) und DT-Kreis IIIb (Brandenburg)                            |
| MTV Braunschweig      | Sieger Kreisgruppenfinale DT-Kreis IIIc (Provinz Sachsen und Anhalt) und DT-Kreis VI (Hannover-Braunschweig) |
| Bremer TG             | Sieger Kreisgruppenfinale DT-Kreis IV (Norden) und DT-Kreis V (Unterweser-Ems)                               |
| Polizei SV Frankfurt  | Sieger Kreisgruppenfinale DT-Kreis VII (Oberweser) und DT-Kreis IX (Mittelrhein)                             |
| TV Oppum              | Sieger Kreisgruppenfinale DT-Kreis VIIIa (Westfalen) und DT-Kreis VIIIb (Rheinland)                          |
| TV 1881 Friesenheim   | Sieger Kreisgruppenfinale DT-Kreis X (Baden) und DT-Kreis XII (nur Pfalz)                                    |
| Eßlinger TSV 1845     | Sieger Kreisgruppenfinale DT-Kreis XI (Schwaben) und DT-Kreis XII (Bayern, ohne Pfalz)                       |
| TSV 1867 Leipzig      | Sieger Kreisgruppenfinale DT-Kreis XIII (Thüringen) und DT-Kreis XIV (Freistaat Sachsen)                     |

### DT-Vorrunde
| Datum       |                       | Ergebnis  |                     |
| ----------- | --------------------- | --------- | ------------------- |
| 4. Mai 1930 | TV 1881 Friesenheim   | 08:30     | Eßlinger TSV 1845   |
| 4. Mai 1930 | Königsberger MTV 1842 | 07:40     | TSV Spandau 1860    |
| 4. Mai 1930 | Polizei SV Frankfurt  | 6:5 n. V. | TV Oppum            |
| 4. Mai 1930 | Bremer TG             | 04:11     | MTV Braunschweig    |
| 4. Mai 1930 | TSV 1867 Leipzig      | 08:50     | TV Vorwärts Breslau |

### DT-Zwischenrunde
| Datum        |                      | Ergebnis  |                      |
| ------------ | -------------------- | --------- | -------------------- |
| 11. Mai 1931 | Polizei SV Frankfurt | 4:4 n. V. | TV 1881 Friesenheim  |
| 25. Mai 1931 | TV 1881 Friesenheim  | 05:40     | Polizei SV Frankfurt |

### DT-Halbfinale
| Datum        |                     | Ergebnis |                       |
| ------------ | ------------------- | -------- | --------------------- |
| 1. Juni 1930 | TV 1881 Friesenheim | 06:40    | TSV 1867 Leipzig      |
| 1. Juni 1930 | MTV Braunschweig    | 06:30    | Königsberger MTV 1842 |

### DT-Finale
| Datum         |                     | Ergebnis | !Ort                         |
| ------------- | ------------------- | -------- | ---------------------------- |
| 15. Juni 1930 | TV 1881 Friesenheim | 07:50    | MTV Braunschweig \|\|Leipzig |

## Meisterschaft des ATSB

### ATSB-Vorrunde
| Datum           |                                 | Ergebnis | !Ort                             |
| --------------- | ------------------------------- | -------- | -------------------------------- |
| 31. August 1930 | Vorwärts Magdeburg-Fermersleben | 12:70    | Volkssport Wedding \|\|Magdeburg |

### ATSB-Halbfinale
| Datum              |                 | Ergebnis | !Ort                                     |
| ------------------ | --------------- | -------- | ---------------------------------------- |
| 7. September 1930  | FT Pfeddersheim | 7:6 b    | MTV 1896 Hainholz \|\|Frankenthal        |
| 13. September 1930 | FT Pfeddersheim | 02:40    | MTV 1896 Hainholz \|\|n. b.              |
| 21. September 1930 | WAT Ottakring   | 06:30    | Vorwärts Magdeburg-Fermersleben \|\|Wien |

### ATSB-Finale
| WAT Ottakring        | WAT Ottakring                                                                                               | MTV 1896 Hainholz                                                   | MTV 1896 Hainholz    |
| Flagge nicht bekannt | 28. September 1930 in Hannover Ergebnis: 6:5 (3:2) Zuschauer: 4.000                                         | 28. September 1930 in Hannover Ergebnis: 6:5 (3:2) Zuschauer: 4.000 | Flagge nicht bekannt |
| Flagge nicht bekannt | Schindl – Stupka, Flaschner, Raschka, Langer, J. Sekirniak, Buresch, Schmalzer, Emmer, Geiger, K. Sekirniak | Weiß, Funke, Meller - (nur Torschützen)                             | Flagge nicht bekannt |